# جک باتلر (بازیکن فوتبال، زاده ۱۸۸۵)
جک باتلر (انگلیسی: Jack Butler؛ 1885 – ۱ ژانویهٔ ۱۹۱۵) بازیکن فوتبال اهل پادشاهی متحد بریتانیای کبیر و ایرلند بود.
از باشگاه‌هایی که در آن بازی کرده‌است می‌توان به باشگاه فوتبال گریمزبی تاون و باشگاه فوتبال پلیموث آرگیل اشاره کرد.